# Armorhydra
Genre
Armorhydra est un genre de limnoméduses (hydrozoaires) de la famille des Armorhydridae.

## Liste d'espèces
Selon World Register of Marine Species (29 mars 2016), Armorhydra comprend l' espèce suivante :
- Armorhydra janowiczi Swedmark & Teissier, 1958